# Aleksander Wołłowicz (zm. 1735)
Aleksander Wołłowicz herbu Bogoria (zm. 24 marca 1735 roku) – wójt mścisławski w latach 1731–1735, starosta mścisławski w latach 1731–1735, chorąży husarski.
Poseł województwa mścisławskiego na sejm nadzwyczajny 1733 roku.